# Матч СССР — США по боксу 1972
Матч СССР — США по боксу 1972 года проходил 8 февраля в Москве во дворце спорта «Лужники». Матч вызвал большой международный интерес. На нём присутствовали специалисты из Венгрии, Югославии и Польши. Из числа запланированных не состоялся один поединок в категории до 67 кг между Абдурашитом Абдрахмановым и Ларри Карлайлом: американский боксёр был переведён в более тяжёлую весовую категорию. Матч имел большое значение и как один из этапов подготовки к летним Олимпийских играм 1972 года в Мюнхене. Матч окончился со счётом 8:2 в пользу советской команды.

## Официальный матч
| Весовая категория | Победитель       | Соперник          | Результат                    |
| ----------------- | ---------------- | ----------------- | ---------------------------- |
| до 48 кг          | Анатолий Семёнов | Тим Демент        |                              |
| до 51 кг          | Борис Зориктуев  | Роберт Хантер     | нокаут (1 раунд)             |
| до 54 кг          | Юрий Колычев     | Роберт Васкоку    |                              |
| до 57 кг          | Валериан Соколов | Рой Тейлор        | явное преимущество (1 раунд) |
| до 60 кг          | Николай Хромов   | Джим Баским       |                              |
| до 63,5 кг        | Анатолий Торопов | Хавьер Муниц      |                              |
| до 71 кг          | Олег Толков      | Ларри Карлайл     |                              |
| до 75 кг          | Марвин Джонсон   | Руфат Рискиев     |                              |
| до 81 кг          | Николай Анфимов  | Льюис Слоутер     | Нокаут (1 раунд)             |
| свыше 81 кг       | Дуайн Боббик     | Владимир Чернышёв | травма                       |

## Первый неофициальный матч
11 февраля в Жданове состоялся неофициальный матч сборных. Планировалось, что в этом матче будет семь боёв. Но поединок Льюиса Слоутера и Олега Каратаева не состоялся по просьбе американской стороны. Этот матч закончился вничью — 3:3.
| Весовая категория | Победитель          | Соперник          | Результат |
| ----------------- | ------------------- | ----------------- | --------- |
| до 48 кг          | Владислав Засыпко   | Тим Демент        |           |
| до 51 кг          | Роберт Хантер       | Э. Дубовский      |           |
| до 57 кг          | Анатолий Левищев    | Г. Льюис          | нокаут    |
| до 60 кг          | Геннадий Доброхотов | Джим Баским       |           |
| до 75 кг          | Марвин Джонсон      | Анатолий Климанов |           |
| свыше 81 кг       | Дуайн Боббик        | В. Иняткин        |           |

## Второй неофициальный матч
14 февраля в Ереване прошёл второй неофициальный матч сборных. Бой с участием Давида Торосяна с Робертом Хантером не состоялся, так как его соперник был снят с соревнований врачом.
| Весовая категория | Победитель       | Соперник         | Результат                    |
| ----------------- | ---------------- | ---------------- | ---------------------------- |
| до 51 кг          | Давид Торосян    | Роберт Хантер    |                              |
| до 57 кг          | Борис Кузнецов   | Роберт Васкоку   | остановка секундантом        |
| до 63,5 кг        | Сурен Казарян    | Хавьер Муниц     |                              |
| до 71 кг          | Анатолий Березюк | Ларри Карлайл    |                              |
| до 75 кг          | Марвин Джонсон   | Вячеслав Лемешев |                              |
| до 81 кг          | Юрий Нестеров    | Льюис Слоутер    | дисквалификация (2 раунд)    |
| свыше 81 кг       | Дуайн Боббик     | К. Сароян        | явное преимущество (3 раунд) |